# Yangchuan, Gansu
Yangchuan är en köping i nordvästra Kina. Den ligger i Zhuanglang härad i Pingliang i provinsen Gansu, omkring 210 kilometer sydost om provinshuvudstaden Lanzhou. Antalet invånare är 23 150. Befolkningen består av 11 712 kvinnor och 11 438 män. Barn under 15 år utgör 21,0 %, vuxna 15-64 år 68 %, och äldre över 65 år 9,0 %.